# Fontanile Boldirone
Il Fontanile Boldirone (Buldiròn in dialetto corbettese) è un fontanile della Lombardia, situato nel comune di Corbetta, nella frazione di Soriano.

## Storia
Già citato nel Cinquecento, venne rivalutato dopo un periodo di lunga decadenza sul finire del XVIII secolo per interessamento dei nobili che ne detenevano la proprietà delle acque, la marchesa Margherita Isimbardi (5/7) ed il nobile Signorino Borri (2/7).
I due predetti, assieme al conte Carlo Frisiani, furono protagonisti di numerosi lavori di ampliamento e ripristino della falda acquifera che interessarono l'area dal 1786 con una ripartizione dei costi a seconda degli utilizzatori. Con l'ingresso del Frisiani nella contesa, la quota degli Isimbardi venne dimezzata in un primo tempo e successivamente venne venduta completamente a Carlo Frisiani.
Esso attraversa ancora oggi i terreni delle cascine Cantalupa e Cantalupetta per poi portarsi a sud del paese, quasi al confine con Albairate.